# College van Luik
Het College van Luik (1605-1806) was een studiehuis in Leuven voor priester-studenten van het bisdom Luik die theologie studeerden aan de Universiteit van Leuven. Het gebouwencomplex was gelegen in de Muntstraat, rechtover de 's Meiersstraat.

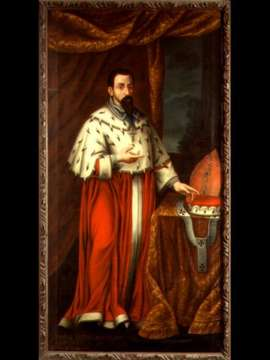
Prins-bisschop Ernst van Beieren stichtte het College van Luik

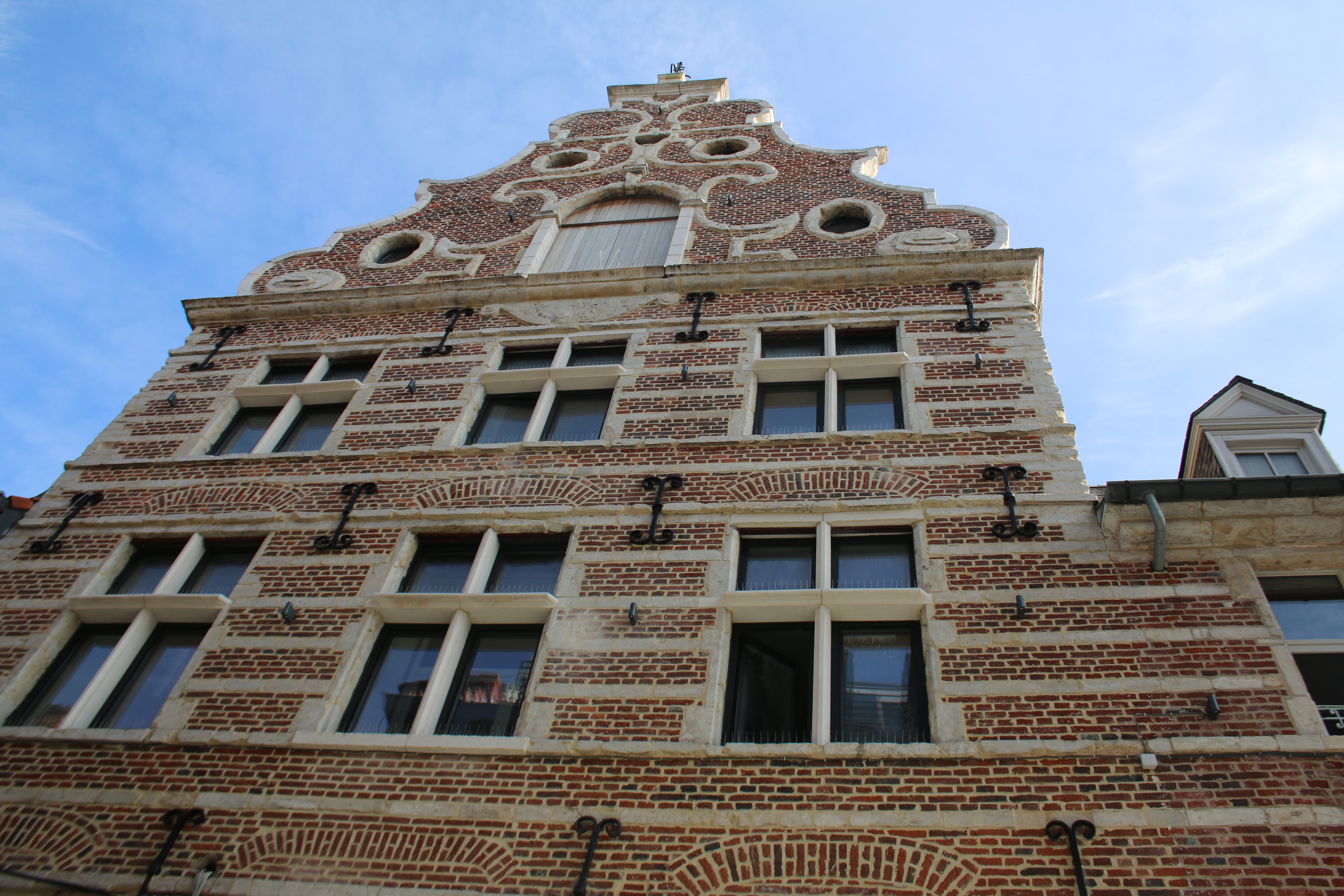
Een van de gebouwen van het voormalig College van Luik (Muntstraat)

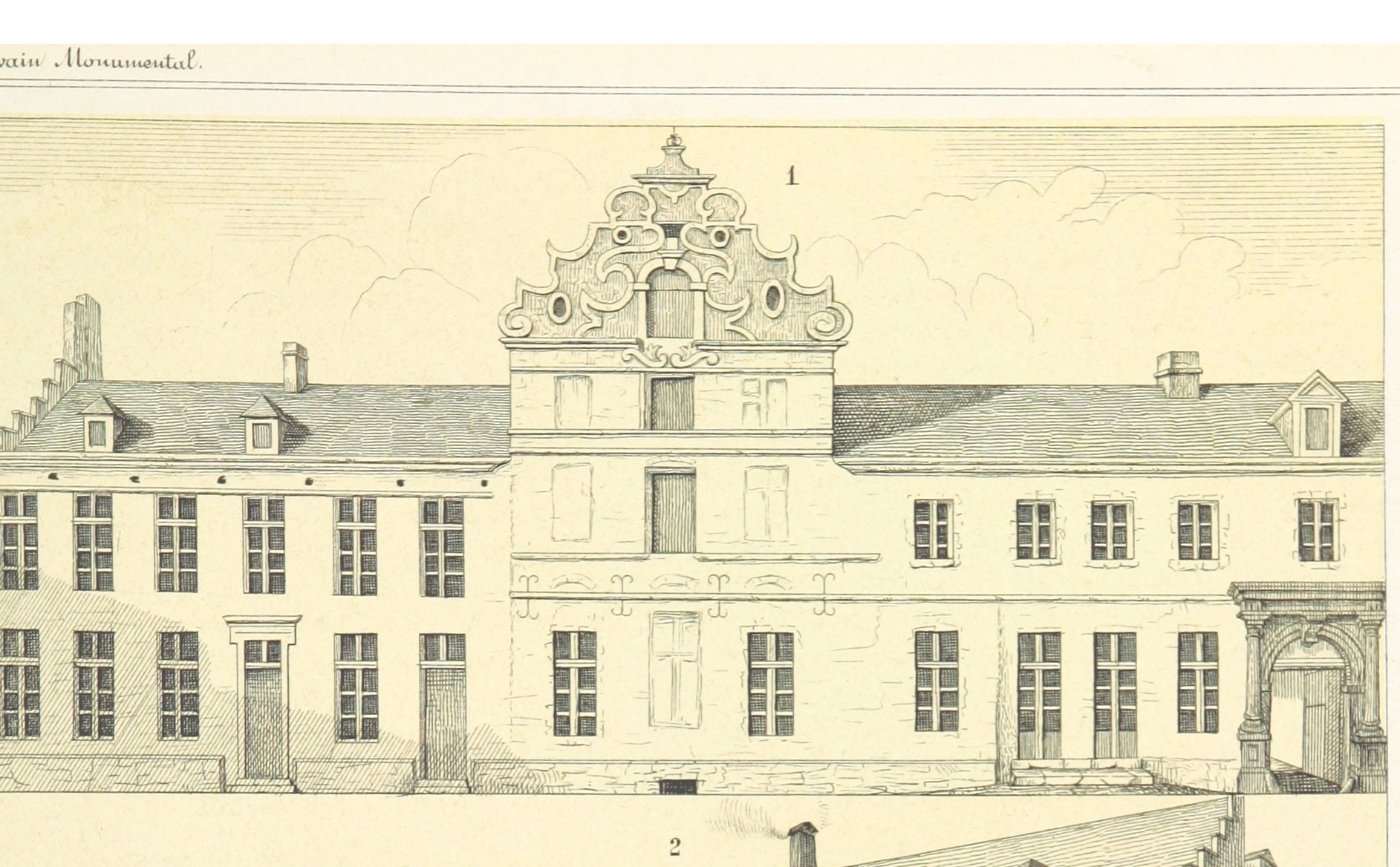
Voormalig College van Luik

## Historiek (tot 1806)
Ernst van Beieren kocht in het jaar 1602 een terrein in de Muntstraat in Leuven. Hij was prins-bisschop in 5 bisdommen (Keulen, Luik, Freising, Hildesheim en Münster) en vorst-abt van 2 abdijen (Stavelot, Malmedy). Het priestercollege opende de deuren in 1605. Het was toegankelijk voor priester-studenten uit het bisdom Luik. Kort nadien werd het klooster van de Kruisheren van Namen ingepalmd, vlak ernaast. De afspraak was dat er, naast de Luikenaren, twee studenten-Kruisheren ook mochten studeren. In 1671 was het gebouwencomplex op haar grootst. Het strekte zich uit tot in de Eikstraat en de Tiensestraat; de gebouwen aldaar hadden de naam Moriaenshooft, een naam die voorkwam in verschillende steden in de Nederlanden (Oudenaarde, Amsterdam, Maastricht).
In 1786 werd het priestercollege zo goed als gesloten op bevel van keizer Jozef II van Oostenrijk. Het Jozefinisme liet slechts één priesterseminarie toe voor alle Oostenrijkse Nederlanden. De definitieve sluiting van het College van Luik kwam met de opheffing van de Universiteit Leuven (1797) en de verkoop van het Luiks College (1806), tijdens het Frans bestuur in Leuven.

## Privé (vanaf 1806)
Het College van Luik werd in 2 loten verkocht en de tuin was een 3de lot. In de loop van de 19e eeuw werden stukken van het terrein doorverkocht en geraakte de tuin volgebouwd. In de 19e eeuw had een taverne in de Muntstraat de toepasselijke naam Cour de Liège. Vandaag zijn de panden in de Muntstraat, Eikstraat en Tiensestraat bijna allemaal bistro's en restaurants. De rest van de tuin is thans openbaar bezit: namelijk het Jozef Vounckplein.